# Nick Plastino
Nicholas Plastino (Sault Sainte Marie, 20 febbraio 1986) è un ex hockeista su ghiaccio canadese naturalizzato italiano, di ruolo difensore.

## Carriera

### Giovanili
Plastino iniziò la sua carriera giovanile nel 2003 con i Collingwood Blues, squadra della OJHL. L'anno seguente si trasferì nei Barrie Colts, in Ontario Hockey League, con i quali disputò tre stagioni. 

### Club
La sua prima esperienza da senior avvenne con la maglia dell'Asiago Hockey nella stagione 2007-2008. Con gli stellati rimase per quattro stagioni e nel 2009-2010 e 2010-2011 fu tra gli artefici della conquista degli scudetti della squadra veneta.
Nell'autunno del 2011 Plastino prese parte al camp a Wilkes-Barre con il farm team dei Pittsburgh Penguins con la speranza di trovare un ingaggio tra i professionisti. Al termine del camp fu scartato ed iniziò la stagione in ECHL coi Wheeling Nailers.
Nel mese di novembre tornò in Europa, nell'Hockeyallsvenskan svedese, con la maglia del BIK Karlskoga. Dopo due annate positive, per la stagione 2013-2014, Plastino fu ingaggiato dall'Örebro HK, squadra neopromossa nella Svenska Hockeyligan.
Nell'estate del 2014 lasciò la Svezia e firmò con gli Stavanger Oilers, squadra della GET-Ligaen. Al termine del campionato si laureò campione di Norvegia.
L'anno seguente Plastino si trasferì in Finlandia stipulando un contratto annuale con opzione per il secondo con il Tappara. Nonostante fosse al debutto in uno dei campionati più prestigiosi d'Europa, con 22 punti nella regular season ed 11 punti nei playoff, in cui risultò il miglior assistman, fu uno dei protagonisti della vittoria della Liiga.
Le sue prestazioni non rimasero inosservate e nel giugno 2016 firmò un contratto annuale in Kontinental Hockey League con gli slovacchi dell'HC Slovan Bratislava.
Dopo un solo anno trascorso nel secondo campionato hockeistico al mondo, per la stagione 2017-2018 Plastino si accordò con l'HC Ambrì-Piotta, squadra del massimo campionato elvetico. Nel gennaio successivo, a seguito delle prestazioni convincenti, la società del Distretto di Leventina decise di prolungare il contratto dell'italo-canadese per due ulteriori stagioni.
Giunto a fine contratto con i leventinesi, Plastino fece ritorno in una squadra di club italiana: passò all'HC Bolzano in ICE Hockey League. Le sue prestazioni furono molto positive, e la società decise di rinnovargli il contratto per una seconda stagione.
Terminata la stagione 2021-2022 con l'esclusione dei Foxes dai playoff, Plastino il 9 maggio 2022 venne ingaggiato dalla compagine austriaca dell'EC VSV di Villaco. Nonostante l'accordo siglato, il 22 luglio decise di rescindere consensualmente il contratto con i carinziani, per motivi familiari.
Superate le problematiche di salute della figlia, il 24 novembre fece ritorno nel massimo campionato austriaco, trovando l'accordo economico con l'HC Val Pusteria. il 26 febbraio 2023, al termine del vittorioso incontro per 7-2 contro l'Olimpija Lubiana, che ciononostante non permise ai Lupi di accedere ai pre-playoff, Plastino annunciò il suo ritiro dall'hockey professionistico.

### Nazionale
Nell'autunno del 2009 Plastino maturò due anni consecutivi di permanenza nel campionato italiano e, grazie al possesso del passaporto italiano, poté essere convocato in Nazionale. 
L'esordio avvenne nel febbraio 2010 all'Euro Ice Hockey Challenge disputatosi ad Asiago nel match d'esordio vinto 4-1 contro l'Ucraina.
Nel maggio dello stesso anno disputò il suo primo Mondiale, mentre l'anno seguente vinse il titolo di Prima Divisione in Ungheria. Nella primavera del 2012 partecipò al Mondiale di Top Division in Svezia.
Nel 2013 prese parte al torneo di qualificazione olimpica per i giochi di Soči 2014. Dopo tre anni di assenza dalla Nazionale, nel febbraio 2016 vinse con il Blue Team il torneo preolimpico disputatosi a Cortina d'Ampezzo. A causa del prostrarsi dei playoff con il Tappara, nella primavera dello stesso anno dovette rinunciare alla convocazione per il Mondiale di Prima Divisione in Polonia, in cui l'Italia riuscì a guadagnarsi la promozione in Top Division.

## Palmarès

### Club
- Campionato italiano: 2

Asiago: 2009-2010, 2010-2011
- Campionato norvegese: 1

Stavanger: 2014-2015
- Campionato finlandese: 1

Tappara: 2015-2016

### Nazionale
- Campionato mondiale di hockey su ghiaccio - Prima Divisione: 1

Ungheria 2011

### Individuale
- Maggior numero di assist per un difensore nei playoff della Liiga: 1

2015-2016 (9 assist)